# Diócesis de Beverley
La diócesis de Beverley o de Beverlacum (en latín: Dioecesis Beverlacensis y en inglés: Roman Catholic Diocese of Beverley) fue una circunscripción eclesiástica de la Iglesia católica en el Reino Unido. Se trataba de una diócesis latina, sufragánea de la arquidiócesis de Westminster. Fue suprimida el 20 de diciembre de 1878 y restaurada como diócesis titular en 1969. Desde el 16 de noviembre de 2024 es sede vacante.

## Territorio y organización

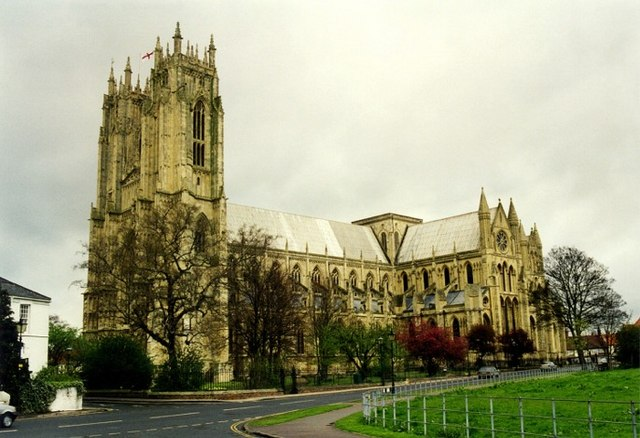
Beverley Minster, en Beverly

La diócesis extendía su jurisdicción sobre los fieles católicos de rito latino residentes en el condado histórico de Yorkshire en Inglaterra.
La sede de la diócesis se encontraba en Beverley, aunque la procatedral se hallaba en York, primero la de San Jorge (1850-1864) y luego la de San Wilfredo (1864-1878). En Beverley se halla la Beverley Minster (o iglesia de San Juan y San Martín) una de las iglesias más grandes de Inglaterra, que fue especialmente famosa en la Edad Media por las peregrinaciones que recibía. Desde la Reforma anglicana pertenece a la Iglesia de Inglaterra.

## Historia
El vicariato apostólico del Distrito de Yorkshire fue erigido el 3 de julio de 1840 mediante el breve Muneris apostolici del papa Gregorio XVI, tomando su territorio del vicariato apostólico del Distrito Norte (hoy diócesis de Hexham y Newcastle). Los vicarios apostólicos residían en la ciudad de York.
El 29 de septiembre de 1850, mediante el breve Universalis Ecclesiae del papa Pío IX, en el marco de la restauración de la jerarquía católica en Inglaterra, se abolió el vicariato apostólico y se erigió una nueva diócesis en el mismo territorio, sufragánea de la arquidiócesis de Westminster, que tomó el nombre de la diócesis de Beverley, lugar donde los obispos habían trasladado su residencia.
Beverley fue la cuna de san John Fisher. La diócesis católica no podía llamarse York, donde tenía su sede, incluyendo la procatedral, debido a las disposiciones de la Roman Catholic Relief Act 1829, que prohibía que las diócesis católicas tuvieran el mismo nombre que las diócesis anglicanas existentes (en este caso, la arquidiócesis de York).
La diócesis fue entonces dividida en dos el 20 de diciembre de 1878 mediante el breve Quae ex hac del papa León XIII, para la erección de las diócesis de Leeds y Middlesbrough, y simultáneamente suprimida.

### Diócesis titular
Desde 1969 Beverley figura entre las sedes episcopales titulares de la Iglesia católica como diócesis de Beverlacum. Desde el 16 de noviembre de 2024 es sede vacante.

## Episcopologio
- John Briggs † (3 de julio de 1840-17 de septiembre o diciembre de 1860 renunció)
- Robert Cornthwaite † (3 de septiembre 1861-20 diciembre de 1878 nombrado obispo de Leeds)

### Obispos titulares
- Achille Marie Joseph Glorieux † (19 de septiembre 1969-27 de septiembre 1999 falleció)
- John Franklin Meldon Hine † (26 de enero de 2001-16 de noviembre de 2024 falleció)